# Ясухіса Сіодзакі
Ясухіса Сіодзакі (яп. 塩崎 恭久; нар. 7 листопада 1950, Мацуяма) — японський політик з Ліберально-демократичної партії, член Палати представників, міністр охорони здоров'я, праці та соціального забезпечення з вересня 2014 р. З 2006 по 2007 рр. він був головним секретарем кабінету.
Сіодзакі є старшим сином колишнього члена парламенту і директора Агентства економічного планування Дзюна Сіодзакі. У 1975 р. він закінчив факультет гуманітарних наук Токійського університету і почав працювати у Банку Японії. У 1982 р. він отримав ступінь магістра державного управління у Школі уряду Джона Ф. Кеннеді. Він став секретарем свого батька, у 1993 р. був обраний членом парламенту. У 2005 р. він обійняв посаду заступника міністра закордонних справ міністра закордонних справ в уряді Дзюнітіро Коїдзумі.
Одружений, має двох синів.